# Jeremiah Brown Howell
Jeremiah Brown Howell (ur. 28 sierpnia 1771 roku – zm. 5 lutego 1822 roku) – amerykański prawnik i polityk związany z Partią Demokratyczno-Republikańską.
W 1811 roku został wybrany przedstawicielem stanu Rhode Island w Senacie Stanów Zjednoczonych. Funkcję tę piastował do 1817 roku.
Jego ojciec, David Howell, uczestniczył w Kongresie Kontynentalnym